# AB Vägförbättringar
AB Vägförbättringar var ett anläggningsföretag som 1976 fusionerades med AB Armerad Betong till ABV. Verksamheten ingår idag i NCC.
År 1917 startade bergsingenjören Johan Bonthron och civilingenjören Paul Wretlind företaget Bonthron & Wretlind. Företaget bedrev handel med järn, stål, byggnadsmaterial samt maskiner. Verksamheten upphörde år 1922. År 1918 var samma män några av grundarna till det nya företaget AB Vägförbättringar. Wretlind blev företagets förste VD.
I slutet av 1960-talet fick AB Vägförbättringar ekonomiska problem, och 1971 blev bolaget dotterbolag till AB Armerad Betong. 
1976 fusionerades AB Vägförbättringar med AB Armerad Betong – därmed skapades byggkoncernen Armerad Betong Vägförbättringar AB (ABV). ABV fusionerades i sin tur med Johnsonägda JCC 1988, vilket resulterade i att NCC bildades.